# Hans-Rudolf Lutz
Hans-Rudolf Lutz (* 14. Januar 1939 in Zürich; † 17. Januar 1998 ebenda) war ein Schweizer Typograf, Grafiker, Verleger und Kunstpädagoge.

## Leben und Werk
Hans-Rudolf Lutz wuchs im Zürcher Stadtteil Schwamendingen auf. Von 1955 bis 1959 absolvierte er bei Orell Füssli eine Lehre als Schriftsetzer. 1963 besuchte er an der Kunstgewerbeschule Basel einen einjährigen Kurs für typografische Gestaltung bei Emil Ruder und Robert Büchler. 1964 begann Lutz für Albert Hollenstein in Paris zu arbeiten. Im Studio Hollenstein wurde er zum Leiter der Gruppe «expression typographique», welche die Aufgabe hatte, die typografischen Möglichkeiten des damals neuen Fotosatzes auszuloten und zu propagieren.
1966 nahm er in Zürich eine Stelle als Fachlehrer für Schriftsatz an der Schule für Gestaltung an. 1968 folgte eine Stelle als Lehrer für Typografie und interdisziplinäre Gestaltung in Luzern. 1971 beteiligte sich Lutz am Aufbau der F+F Schule für experimentelle Gestaltung in Zürich.
Seit 1966 führte Lutz ein eigenes Atelier in Zürich. Von 1968 bis 1980 gestaltete er die Bücher des Instituts für Geschichte und Theorie der Architektur an der ETH Zürich. Daneben war er Autor, Herausgeber und Verleger zahlreicher Publikationen. Mit einer Buchreihe durchbrach Lutz 1969 nach 15 Jahren den Boykott gegen den marxistischen Kunsthistoriker Konrad Farner. Als visueller Gestalter war Lutz zwischen 1983 und 1994 auch Teil der Musikgruppe UnknownmiX um die Sängerin Magda Vogel und dem Komponisten/Elektroniker Ernst Thoma.
Lutz war verheiratet mit der Grafikdesignerin Tania Prill.

## Publikationen (Auswahl)
- Typoundso. Verlag Hans-Rudolf Lutz, Zürich 1996.
- mit Alex Sadkowsky (Hg.): Der Titel. Verlag Hans-Rudolf Lutz, Zürich 1993.
- Die Hieroglyphen von heute: Grafik auf Verpackungen für den Transport. Verlag Hans-Rudolf Lutz, Zürich 1990.
- Typo: Ausbildung in typografischer Gestaltung. Verlag Hans-Rudolf Lutz, Zürich 1987.
- BilderBuch. Verlag Hans-Rudolf Lutz, Zürich 1986.
- Titelgestaltung und Beitrag in OETZ 12, Düsseldorf 1985.
- Beitrag in OETZ 14, Düsseldorf 1986.
- 1979, eine Art Geschichte. 2 Bände, Verlag Hans-Rudolf Lutz, Zürich 1980.
- mein Edmonton Journal. ein Inventar der nichtverbalen Informationen eines Tageszeitung. Verlag Hans-Rudolf Lutz, Zürich 1978.
- mit Bignia Corradini (Hg.): Bignia Corradini  Bilder  1971–1977. Verlag Hans-Rudolf Lutz, Zürich 1977.
- mit Peter Vitzthum (Hg.): Dieter Meier 26 Werke 1969 bis 1974. Gesamtausgabe Band 1, Verlag Hans-Rudolf Lutz, Zürich o. J.
- mit Hansjörg Mattmüller und Serge Stauffer (Hg.): Experiment F+F, 1965–1970. Verlag Hans-Rudolf Lutz, Zürich o. J.
- Aldo Henggeler, Peter F. Althaus: Die Stadt als offenes System. Birkhäuser Verlag, Basel 1973, ISBN 3-7643-0676-9 (Gestaltung: Hans-Rudolf Lutz)
- Grafik in Kuba. Zollikofer, St. Gallen 1972.

## Ausstellungen (Auswahl)
- 1991: Seymour Chwast und Hans-Rudolf Lutz. Karmeliterkloster, Frankfurt am Main.